# Стратичук Олег
Олег Стратичук (1910, село Волока (нині Глибоцький район, Чернівецька область) — ?) — скрипаль, диригент і композитор, родом з Буковини.
Студіював у Чернівцях й у Відні; диригент радіооркестри в Буенос-Айресі і хору Української Центральної Репрезентації в Аргентині, деякий час учитель Українського Музичного Інституту в США.
Твори: дитячий балет, опера «Оксана», музика до «Гайдамаків» Тараса Шевченка.